# Định lý Bézout về số dư của phép chia đa thức
Định lý Bézout về số dư của phép chia đa thức (hay Định lý nhỏ Bézout, phiên âm tiếng Pháp là Bêzu), được đặt theo tên của nhà toán học người Pháp Étienne Bézout.
Định lý này phát biểu rằng: "Đa thức {\displaystyle f(x)} khi chia cho nhị thức {\displaystyle x-a} được dư là {\displaystyle R} thì  {\displaystyle R=f(a)}".
Ví dụ:
Đa thức {\displaystyle f(x)=x^{2}+x+1} chia cho nhị thức {\displaystyle (x-1)} được số dư là 3 thì {\displaystyle f(1)=1^{2}+1+1=3}
Nói đơn giản thì ta có x - 1 thì số dư là 3 vì tách -1 ra thành -(1) thì có thể thế 1 vào biểu thức trên sẽ ra 3 nếu là x + 1 thì số dư là 1 vì tách 1 thành 1 thì có thể thế vào biểu thức trên thì được số dư là 1

## Chứng minh định lý
- Cho đa thức {\displaystyle f(x)}; nhị thức {\displaystyle x-a}; thương của phép chia {\displaystyle f(x)} cho ({\displaystyle x-a})  là  {\displaystyle Q(x)}  được dư là {\displaystyle R}
- Khi đó: {\displaystyle f(x)=(x-a).Q(x)+R}
- Khi đó: {\displaystyle f(a)=(a-a).Q(a)+R=0+R=R}

## Hệ quả
Nếu {\displaystyle f(x)} chia hết cho {\displaystyle (x-a)} thì {\displaystyle f(a)} = 0. Nếu {\displaystyle f(a)} = 0 thì {\displaystyle f(x)} chia hết cho {\displaystyle x-a}.